# Williams Field (Antarktis)

i7
i11
i13
Williams Field oder Willy Field (ICAO-Code: NZWD) ist ein Flugfeld des United States Antarctic Program in Antarktika. Williams Field hat zwei Start- und Landebahnen mit etwa 8 m Dicke aus kompaktiertem Schnee auf der ca. 3 m dicken Eisdecke auf dem Wasser des an dieser Stelle rund 550 m tiefen McMurdo-Sunds.
Der Flughafen liegt ca. 13 km vor der Ross-Insel und versorgt die US-amerikanische McMurdo-Station und die neuseeländische Scott Base.
Neben Ice Runway ist Williams Field der Hauptflugplatz für die Luftoperationen in Antarktika.
Williams Field wurde zum Angedenken an Richard T. Williams, einem Geräteführer der United States Navy benannt, der am 6. Januar 1956 mit seinem Caterpillar D8-Traktor durch das Eis brach und ertrank. Williams gehörte zur ersten Operation Deep Freeze, einer Expedition des US-Militärs, die für das Internationale Geophysikalische Jahr 1957–58 die McMurdo-Station errichtete.

## Betrieb

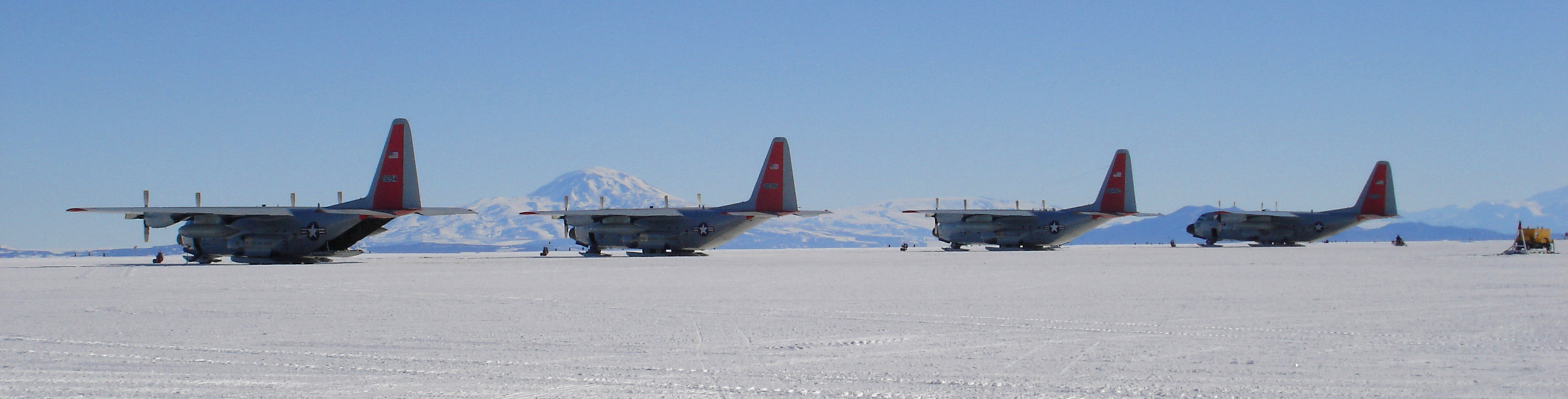
Vier Hercules-Maschinen der US Air Force in Williams Field, 6. Januar 2006

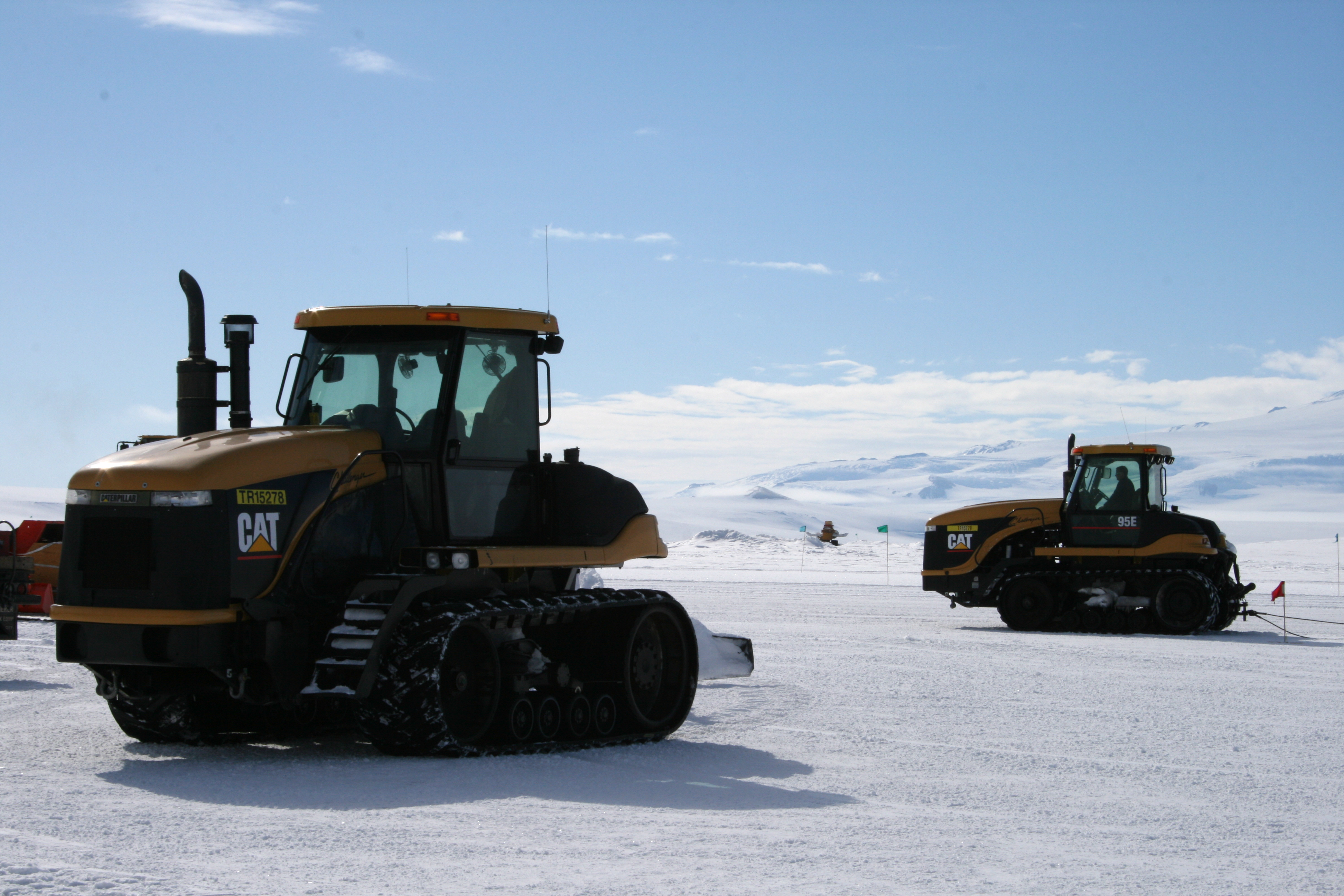
Caterpillar Challenger bei der kontinuierlichen Pistenpräparation

Das Flugfeld wird in der Regel von Dezember bis Ende Februar betrieben. Ergänzt wird es von den Flugfeldern
Ice Runway, betrieben von Oktober bis Dezember, und Pegasus Field bzw. seit dessen Aufgabe 2016 von Phoenix Airfield, betrieben August und Dezember bis Februar.
Das Flugfeld hat eine präparierte Schneeoberfläche und kann daher nur mit Skiflugzeugen genutzt werden. Die Einrichtungen des Flugfeldbetriebs bestehen neben den Funktionsbauten aus mehreren Reihen Containern für das bis zu 450 Personen starke Personal und eine Küche, zusammen auch als „Willy Town“ bezeichnet. Einige der Container werden auch versetzt, um auf dem nahe gelegenen Ice Runway zum Einsatz zu kommen. „Willy Field Tavern“, die Bar des Flugfelds, gab es bis 1994.
Flugbenzin auf dem Williams Field wird mit einer 16 km langen Schlauchpipeline von McMurdo Station gepumpt. Vor Ort lagert es in bis zu zwölf auf Skiern gebauten Tanks. Auch andere Einrichtungen sind zur Erhöhung der Flexibilität auf Skiern gebaut. Benzin für Generatoren und Heizung werden mit LKW von der McMurdo-Station angeliefert und jeweils in Tanks an den Einrichtungen gelagert.
Zu den besonderen Bedingungen von Williams Field gehört die Tatsache, dass das Flugfeld sich in einer langsamen Abgleitbewegung zur See bewegt.
Diese Bewegung des McMurdo-Schelfeises, auf dem sich das Flugfeld befindet, hat schon dreimal seit Errichtung eine Verlagerung des Flugfelds erzwungen, zuletzt 1984–85.

## Aktuell eingesetzte Flugzeuge
Aktuell werden mindestens drei verschiedene Typen von Flugzeugen eingesetzt:
- Lockheed LC-130 (siehe Aufnahme in Infobox) – New York Air National Guard
- Basler BT-67 – Kenn Borek Air
- de Havilland Canada DHC-6 Twin Otter – Kenn Borek Air

## Zwischenfälle
- Am 28. November 1956 brach an einer Douglas C-124C Globemaster II der United States Air Force (USAF) (Luftfahrzeugkennzeichen 52-1015) bei der Landung auf dem McMurdo Station-Williams Field das Bugfahrwerk zusammen. Das Flugzeug wurde irreparabel beschädigt. Alle 17 Insassen, Besatzungsmitglieder und Passagiere, überlebten den Unfall.[8]

- Am 31. Oktober 1960 verunglückte eine Lockheed L-1049/WV-2 Super Constellation der US Navy (Bu 126513) bei der Landung auf dem McMurdo Station-Williams Field. Sie prallte gegen eine Schneewehe, wodurch das Fahrwerk zusammenbrach und die linke Tragfläche und die Triebwerke abgeschert wurden. Das Flugzeug wurde irreparabel beschädigt. Alle 23 Besatzungsmitglieder überlebten den Unfall.[9]

- 1970: U.S. Navy „Pegasus“ C-121J machte eine Bruchlandung. Das Flugzeug wurde zerstört, es gab aber keinen Todesfall unter den 80 Insassen. Pegasus Field wurde später nach dieser Maschine benannt.

- Am 28. November 1979 prallte eine McDonnell Douglas DC-10-30 ZK-NZP der Air New Zealand aufgrund von Navigationsproblemen gegen den nahe gelegenen Mount Erebus, da die Fluggesellschaft Air New Zealand die Flugroute im Navigationscomputer ohne Information an die Piloten geändert hatte. Alle 237 Passagiere und die 20 Besatzungsmitglieder kamen ums Leben (siehe auch Air-New-Zealand-Flug 901).

## Einzelne Ereignisse

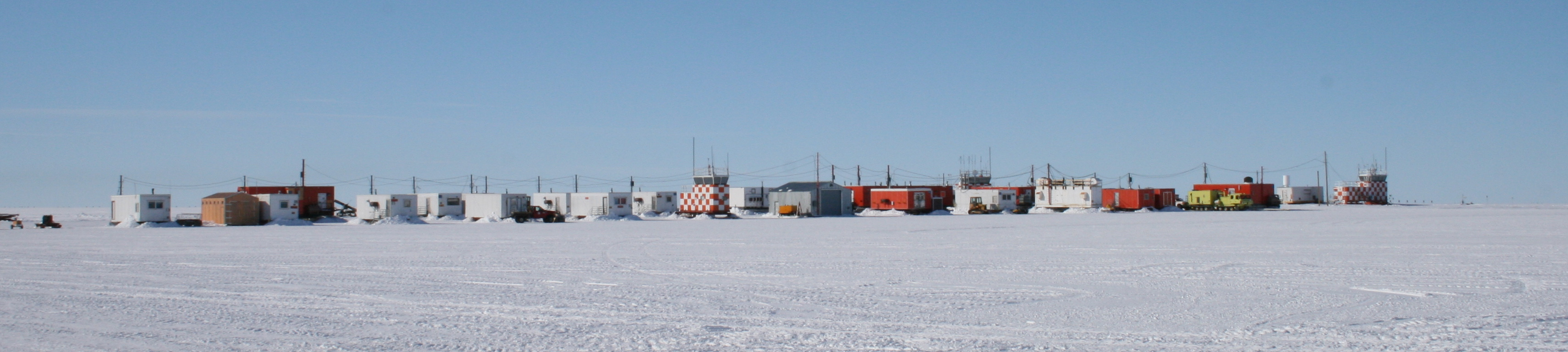
Einrichtungen von Williams Field

- 1957: Eine Pan Am Boeing 377 Stratocruiser macht im Rahmen eines Rundfluges von Christchurch zum McMurdo-Sund den ersten zivilem Flug nach Antarktika.
- 1960: Die erste mit Skiern ausgerüstete C-130 Hercules (Lockheed LC-130) landet.
- 1966: Mit einer Lockheed C-141 der U.S. Air Force landet die erste allein strahlgetriebene Maschine auf dem Williams Field.